# وحید جدی
وحید جدی (زادهٔ ۵ شهریور ۱۳۷۸) جودوکار ایرانی است.
از افتخارات وی می‌توان به کسب مدال طلا در مسابقات قهرمانی جهان جودو وزن ۷۳ کیلوگرم در سال ۲۰۲۲ و مدال طلا در مسابقات قهرمانی جودو آسیا وزن ۷۳ کیلوگرم در سال ۲۰۲۳ و مدال برنز در قهرمانی بازی‌های آسیایی وزن ۷۳ کیلوگرم در سال ۲۰۲۲ اشاره کرد.
در مسابقات پاراآسیایی هانگژو ۲۰۲۳، جدی از سوی داوران شناسایی و از مسابقات اخراج شد. به گزارش ایرنا، او «به یکباره از تیم نابینایان و کم‌بینایان سر درآورد، در پاراآسیایی هانگژو کلاسی به او تعلق نگرفت و نتوانست در مسابقات شرکت کند». علی‌رغم ادعای کم‌بینایی، پیش‌تر تصاویری از او منتشر شد که همراه با سایر ورزشکاران در حال شنا بود و عینک آفتابی بر چشم دارد.
در اردیبهشت ۱۴۰۳ براساس اطلاعیه ستاد مبارزه با دوپینگ ایران وحید جدی به دلیل وجود ماده ممنوعه «اکساندرولون» از گروه S1 (استیروئیدهای آنابولیک) در نمونه اخذ شده در خلال اردوهای آمادگی جودوی کم بینایان در پیش از بازی‌های آسیایی هانگژو در تاریخ ۸ مهر ۱۴۰۲ به چهار سال محرومیت از کلیه مسابقات ورزشی محکوم شد.